# Yersinia pestis
Yersinia pestis er den gram-negative bakterie som forårsager pest.
Den tilhører ordenen Enterobacteria, som fx salmonellabakterien også tilhører. Den kan bevæge sig når den opholder sig uden for et værtsdyr, men bliver immobil når den er i et værtsdyr. Y. pestis er omkring 1-5 μm lang (0,001-0,005 mm). Den er meget sensitiv overfor antibiotika, og derfor er prognosen nogenlunde når pest kommer i behandling.
Slægtsnavnet (genus) Yersinia kommer fra den franske (født i Schweiz) mikrobiolog Alexandre Émile Jean Yersin (1863-1943).

Artsnavnet (species) Pestis kommer fra sygdommen pest.
En beslægtet bakterie, Yersinia enterocolitica, forårsager en form for maveinfektion.